# Hands (chanson de Kumi Kōda)
Pour les articles homonymes, voir Hands.
Singles de Kumi Kōda
Kiseki
(2004) Hot Stuff
(2005)
Hands est le 14e single de Kumi Kōda sorti sous le label Rhythm Zone le 19 janvier 2005 au Japon. Il atteint la 7e place du classement de l'Oricon. Il se vend à 22 693 exemplaires la première semaine, et reste classé pendant 10 semaines, pour un total de 48 910 exemplaires vendus. Il sort en format CD et CD+DVD.
Hands a été utilisé comme thème musical de fin de l'émission Uchimura produce sur ANB. Through the Sky a été utilisé comme thème musical de fin de l'émission The Sunday sur NTV. Hands se trouve sur les deux compilations, Best: Bounce and Lovers et Best: First Things, sur l'album remix Koda Kumi Driving Hit's 2, et sur l'album Secret où se trouve également Through the Sky.

## Liste des titres
| 1. | Hands                          | Kumi Kōda                 | Katsumi Ohnishi | 4:24 |
| 2. | Through the Sky                | Kumi Kōda, Hiro Yamaguchi | Hiro Yamaguchi  | 5:34 |
| 3. | Hands (Instrumental)           |                           | Katsumi Ohnishi | 4:27 |
| 4. | Through the Sky (Instrumental) |                           | Hiro Yamaguchi  | 5:29 |

| 1. | Hands     |  |
| 2. | Making of |  |